# Летанг, Крис
Кристофер Джозеф Пьер Ирвин Летанг (англ. Kristopher Joseph Pierre Irwin Letang; 24 апреля 1987, Монреаль, Квебек) — канадский хоккеист, защитник клуба НХЛ «Питтсбург Пингвинз». Трёхкратный обладатель Кубка Стэнли (2009, 2016, 2017).
На драфте НХЛ 2005 года был выбран в третьем раунде под общим 62-м номером командой «Питтсбург Пингвинз». 19 мая 2006 года подписал контракт с «Питтсбург Пингвинз», 5 октября провёл свой первый матч, а 12 октября забросил свою первую шайбу в НХЛ в ворота «Нью-Йорк Айлендерс».
4 января 2013 года подписал контракт с российским клубом СКА, но из-за завершения локаута в НХЛ вернулся в Америку, не сыграв ни одного матча.

## Хоккейная карьера

### Юниорская карьера
Крис Летанг провёл три сезона в QMJHL за команду «Валь-д'Ор Форёрз».
В своём дебютном сезоне Летанг провёл 70 матчей, в которых сумел набрать 32 очка за результативность (13 голов и 19 результативных передач). По итогам дебютного сезона Крис был выбран в сборную новичков QMJHL и CHL и получил приглашение в юниорскую сборную команду Канады. Перед драфтом НХЛ специалисты отмечали, что Летанг обладает хорошей скоростью и атакующими навыками, умеет находить свободные зоны для бросков по воротам, хорошо выглядит в силовой борьбе и защитных действиях. На драфте НХЛ 2005 года был выбран в 3-м раунде под общим 62-м номером командой «Питтсбург Пингвинз» (под первым номером на том драфте «Пингвинз» выбрали Сидни Кросби).
Во втором сезоне в QMJHL Летанг выступил ещё успешнее. По итогам сезона он набрал 68 баллов за результативность (25+43) в 60 проведённых матчах и был выбран в символическую первую сборную всех звёзд QMJHL. «Валь-д'Ор Форёрз» заняли восьмое место в Западном дивизионе QMJHL, что дало им право на участие в плей-офф. Однако своё выступление в плей-офф «Валь-д'Ор Форёрз» завершили уже после пяти матчей, по итогам которых они проиграли команде «Квебек Ремпартс» серию до четырёх побед. Летанг в дебютном для себя розыгрыше плей-офф QMJHL провёл 5 матчей, в которых набрал 6 очков (1+5).

### Дебют в НХЛ

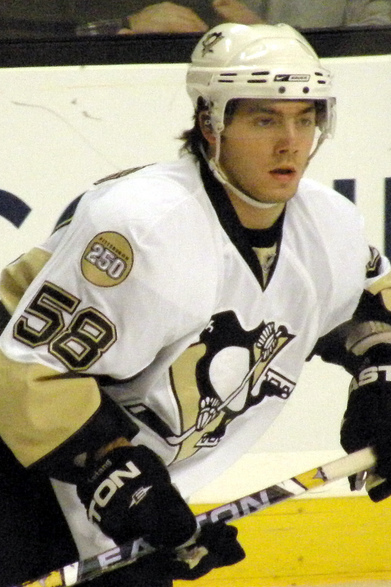
Крис Летанг в матче против «Бостон Брюинз»

По окончании предсезонного тренировочного лагеря молодой защитник остался в основном составе «Пингвинов».
В сезоне 2006/07 Крис провёл лишь 7 матчей, в которых тем не менее сумел забить 2 гола. После чего руководство клуба отправило игрока обратно в QMJHL, так как по правилам НХЛ в том случае если новичок проводит более 10 матчей в сезоне, то автоматически начинает действовать его первый профессиональный контракт. Таким образом, отправив Летанга в его юниорскую команду по истечении 7 игр, «Питтсбургу» удалось отсрочить начало действия профессионального контракта Летанга на один год. В схожей ситуации в том сезоне находился партнёр Криса по команде Джордан Стаал. Однако в отличие от Летанга ему удалось закрепиться в основном составе «Пингвинов».
Незадолго до отправки Летанга в юниорскую команду генеральный менеджер «Пингвинов» Рэй Шеро так ответил на вопрос о том, останется ли Летанг в команде на сезон 2006/2007:
Он [Летанг] выступает хорошо. Он молодой защитник, и некоторые его действия удачны, некоторые же не столь удачны. Однако в целом он смотрится хорошо. Это сильная лига [НХЛ], и он выступает на довольно трудной и ответственной позиции, которой не так легко обучиться. Однако в его игре заметны позитивные качества. Своей способностью отправлять шайбы в сетку ворот противника он добавил нашей команде остроты в атаке. Не все ребята в нашем составе обладают этим качеством. Сразу заиграть в НХЛ после юниорского хоккея — это довольно непростая задача, но пока ему это удаётся.

### Возвращение в юниорскую команду
Вернувшись в юниорскую команду «Валь-д'Ор Форёрз», Летанг продолжил проявлять свои атакующие навыки. По итогам регулярного сезона QMJHL он стал четвёртым бомбардиром команды, набрав 52 очка (14+38), несмотря на то, что по причине участия в молодёжном чемпионате мира и игр за основной состав «Пингвинов» он провёл существенно меньше матчей, чем его одноклубники.
В плей-офф Летанг в 19 матчах набрал 31 очко (12+19). Результативная игра Летанга помогла его команде пробиться в финал, в котором «Валь-д'Ор Форёрз» проиграли все четыре матча команде «Льюистон Мэниакс».
По итогам сезона 2006/07 QMJHL Летанг был включён в символическую первую сборную всех чемпионата. Помимо этого он был удостоен следующих наград QMJHL:
- «Эмиль Бушар Трофи» — награда лучшему защитнику сезона.
- «Поль Дюмон Трофи» — награда за выдающиеся личные качества.
- «Кевин Лоу Трофи» — лучший защитник оборонительного плана.

Всего в QMJHL Крис Летанг провёл 170 матчей (все за команду «Валь-д'Ор Форёрз»), в которых набрал 152 очка (52+100).

### Плей-офф АХЛ
Игра молодого защитника впечатлила руководство «Пингвинов», и по окончании финальной серии он был вызван в состав фарм-клуба «Пингвинов» «Уилкс-Барре/Скрэнтон Пингвинз», выступавших на тот момент в плей-офф АХЛ. Однако Летанг в том розыгрыше плей-офф АХЛ провёл лишь одну встречу, которая завершилась поражением в овертайме со счётом 6:7 от команды «Херши Беарс», набрав в ней очко за результативную передачу. Это поражение стало четвёртым в серии, и «Уилкс-Барре/Скрэнтон Пингвинз» прекратили борьбу за Кубок Колдера.

### Регулярный чемпионат НХЛ 2007/2008

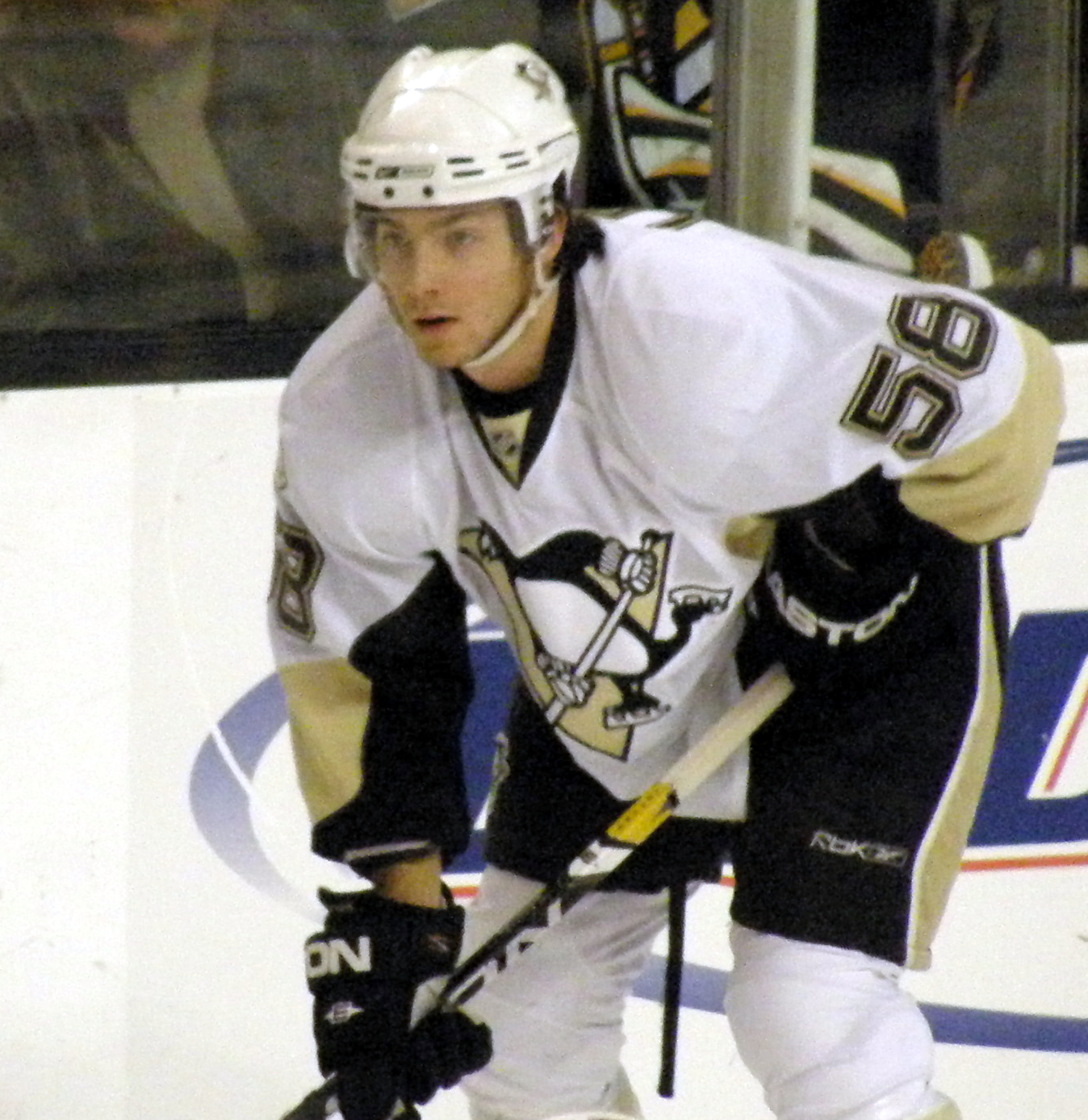
Кристофер Летанг в матче против «Бостон Брюинз»

После удачно проведённого прошлого сезона ожидалось, что Летанг начнёт сезон в основном составе «Пингвинов». Однако Крис провёл предсезонный сбор не очень удачно и начал сезон в составе «Уилкс-Барре/Скрэнтон Пингвинз». До вызова в основной состав «Питтсбург Пингвинз» Летанг провёл 10 матчей в АХЛ, в которых забил 1 гол и отдал 6 результативных передач (лучший показатель в команде). Несмотря на хорошие статистические показатели в атаке, тренер «Уилкс-Барре/Скрэнтон Пингвинз» Тодд Ричардс дважды оставлял Летанга в запасе, так как не был удовлетворён игрой молодого защитника в обороне.
13 ноября 2007 года Крис был вызван в основной состав «Пингвинов», которые проводили начало сезона хуже, чем ожидалось. До вызова Летанга «Питтсбург Пингвинз» проиграли четыре встречи подряд и имели отрицательный текущий результат встреч (поражений было на 3 больше, чем побед). После вызова в основной состав «Пингвинов» Крис провёл все оставшиеся 63 матча регулярного сезона НХЛ, став одним из шести основных защитников команды. По итогам регулярного сезона Летанг набрал 17 очков (6 голов и 11 результативных передач).
Летанг отметился своим умением реализовывать послематчевые штрафные броски. По итогам сезона он реализовал 5 попыток из 8 (лучший показатель в команде и лучший среди всех защитников НХЛ), 3 из которых принесли «Пингвинз» победу по итогам матча. «Пингвины» заняли первое место по итогам регулярного сезона в Атлантическом дивизионе и второе в Восточной конференции, тем самым завоевав право участвовать в плей-офф Кубка Стэнли.
Игра Летанга не осталась незамеченной, и в середине сезона он был приглашён на Матч всех звёзд НХЛ 2008, на котором он принял участие в Матче молодых звёзд за сборную лучших новичков чемпионата.

### Плей-офф Кубка Стэнли 2008
В первом раунде розыгрыша плей-офф Кубка Стэнли «Пингвины» встретились с «Оттавой Сенаторз» и прошли в следующую стадию, выиграв серию в четырёх матчах. Крис Летанг участвовал во всех четырёх матчах серии, проводя на льду в среднем около 17 минут.
Следующим соперником «Пингвинов» стали «Нью-Йорк Рейнджерс». Победителем из этого противостояния вышли хоккеисты из Питтсбурга, выигравшие серию со счётом 4–1. Летанг, как и в предыдущем противостоянии, участвовал во всех матчах серии, проводя на льду в среднем немногим менее 17 минут. По итогам этой серии Летанг записал в свой актив 2 очка за результативность, отметившись результативными передачами в третьем и пятом матчах серии.
В финале конференции «Пингвинами» были повержены соперники из Филадельфии. Для определения победителя и, соответственно, обладателя Приза принца Уэльского, как и в предыдущем раунде, потребовалось 5 матчей. Летанг провёл все пять встреч, не набрав баллов за результативность и проводя на площадке в среднем чуть более 18 минут.

### Финал Кубка Стэнли 2008
В финале розыгрыша Кубка Стэнли сезона 2007/2008 «Питтсбургу» противостояли хоккеисты «Детройт Ред Уингз». Первые два матча финала проходили в Детройте и сложились крайне неудачно для хоккеистов из Питтсбурга. Первый матч «Красные крылья» выиграли со счётом 4:0, во втором одержали победу со счётом 3:0. Игра Летанга, для которого это был первый розыгрыш плей-офф НХЛ, в двух первых матчах разочаровала главного тренера «Пингвинз» Мишеля Террьена, и на третий матч вместо молодого защитника вышел Дэррил Сидор. Изменение в составе Террьен прокомментировал следующим образом:
Дэррил [Сидор] провёл хороший сезон, играя за нашу команду, но у нас большая глубина состава в отношении защитников, и до финала эта защита проявляла себя очень хорошо. Сейчас ситуация изменилась.
В третьей игре финала, благодаря двум шайбам Сидни Кросби и голу, забитому Адамом Холлом, «Пингвинам» удалось победить со счётом 3:2. Случившаяся между третьим и четвёртым матчами трагедия с лучшим другом Летанга Люком Бурдоном, который погиб, врезавшись на мотоцикле в грузовой автомобиль, исключила возможность участия Летанга в финальной серии. Находящийся в подавленном состоянии после случившегося Летанг не смог полноценно продолжать подготовку к оставшимся матчам:
Сегодня я чувствую себя совсем бессильным. Даже если бы я очень хотел кататься и выйти на лёд, то не смог бы этого сделать. Трагедия, которая произошла с Люком, отняла у меня все силы.
Я никогда не думал, что может произойти что-то подобное. Я до сих пор не могу до конца осознать произошедшего. Когда теряешь кого-то настолько близкого тебе, ты не в силах что-либо сделать. Это очень тяжёлая утрата для меня, он был моим лучшим другом.
Без участия Летанга «Пингвины» провели оставшиеся матчи финала розыгрыша Кубка Стэнли сезона 2008/2009 и уступили «Детройту» в серии со счётом 2–4.

### Регулярный чемпионат НХЛ 2008/2009

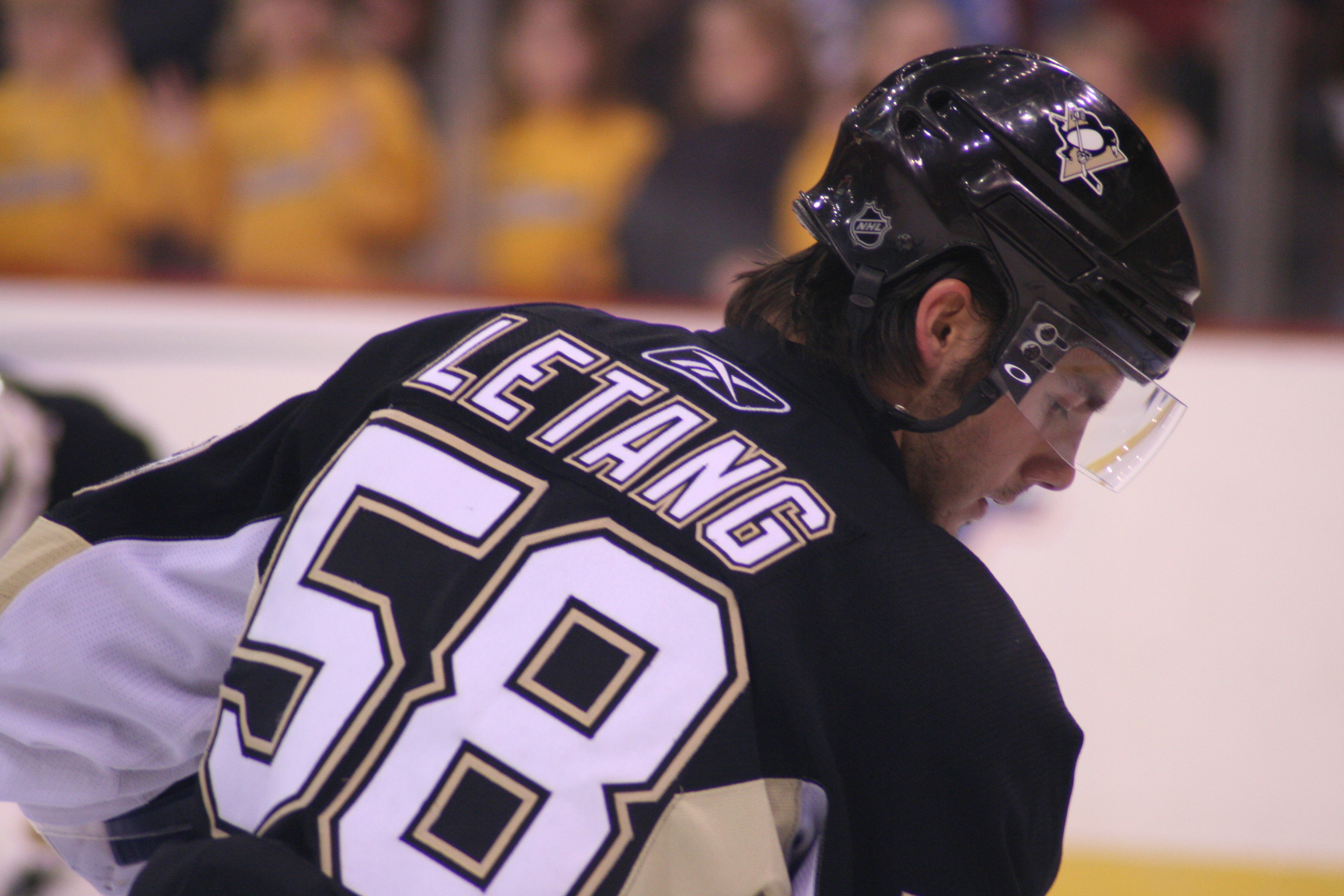
Крис Летанг в матче против «Нью-Джерси Девилз»

Перед началом сезона клуб из Питтсбурга рассматривался как один из главных фаворитов в борьбе за Кубок Стэнли, несмотря на то, что некоторые игроки основного состава образца прошлого года покинули команду. Однако до начала сезона «Пингвины» на длительный срок потеряли двух своих ведущих защитников. Райану Уитни была сделана операция на левой ступне до начала сезона, а Сергей Гончар получил травму плеча в предсезонном выставочном матче. В отсутствие двух ведущих защитников повышенная нагрузка легла на Летанга. До момента возвращения в состав Уитни, Крис Летанг был лидером по количеству проведённого на льду времени среди всех защитников «Питтсбург Пингвинз».
Сезон 2008/2009 получился непростым для команды из Питтсбурга. В середине регулярного чемпионата «Пингвины» выпали из числа лучших восьми команд своей конференции, всерьёз поставив под угрозу своё участие в розыгрыше плей-офф. И только после смены главного тренера Мишеля Террьена на Дэна Байлсму и обмена Райана Уитни, который так и не набрал форму после травмы, в «Анахайм» на Криса Кунитца и молодого форварда Эрика Тэнгрэди «Пингвины» обрели свою игру и благодаря серии побед в концовке чемпионата смогли занять четвёртое место в конференции, что дало право участвовать в серии плей-офф.
По итогам сезона Летанг заработал 33 балла за результативность (10 голов и 23 результативные передачи) в 74 проведённых играх (5 игр были пропущены в январе по причине травмы «нижней части тела»), тем самым улучшив свой прошлогодний результат как по результативным передачам, так и по заброшенным шайбам. Увеличение результативности Крис объясняет тем, что он стал чувствовать себя более уверенно на площадке:
В прошлом году я был больше сконцентрирован на игре в защите, старался больше работать над своей игрой именно в этом компоненте, и не использовал возможности своего катания в полную силу. В этом сезоне я уже чувствую себя более уверенно в моменты владения шайбой. Теперь я не пытаюсь просто вбрасывать шайбу в зону, а стараюсь искать открытых партнёров по команде, чтобы острой передачей обострить игру.
Такого же мнения об уверенности своего подопечного придерживается и тренер «Питтсбурга» Андре Савард:
Он [Летанг] никогда не страдал от недостатка уверенности. Крис знает о том, что у него особый талант. У него никогда не было проблем с уверенностью в себе. Вероятно он просто чувствует, что ему стали доверять больше в этом сезон, и это доверие придаёт ему ещё больше уверенности в собственных силах. Я уверен, что скоро Летанг вырастет в одного из звёздных игроков. Я говорю это не просто потому, что хочу сделать ему приятно, я уверен, что будет именно так.
Капитан «Питтсбург Пингвинз» Сидни Кросби так прокомментировал два гола Летанга в ворота «Нью-Йорк Рейнджерс»:
У него отличное катание, он умён и может создавать возможности для взятия ворот. Ему нужно просто продолжать играть так, как он играл в этом матче.
Партнёр Криса по команде Брукс Орпик так описывает его игру:
Иногда люди просто забывают, насколько Летанг молод. Обычно защитникам требуется больше времени, чтобы раскрыться. Я знаю, что пресса видит в нём атакующего защитника, но я склонен полагать, что он всё же более нацелен на оборону. Скорее он универсальный защитник. Я бы не сказал, что он показывают выдающуюся игру в атаке, но он способен приносить пользу своими атакующими действиями. Также он хорошо выполняет свою работу в обороне, в его игре присутствуют силовые элементы. Он может многое на высоком уровне.
Как и в сезоне 2007/08, Летанг принял участие в Матче всех звёзд НХЛ. В 2009 году он был выбран в сборную лучших игроков чемпионата, проводящих свой второй профессиональный сезон в НХЛ.

### Плей-офф Кубка Стэнли 2009
В первом раунде розыгрыша плей-офф Кубка Стэнли «Пингвины» встретились с «Филадельфией Флайерз». Для определения победителя этого противостояния потребовалось шесть матчей, по итогам которых «Пингвинз» вышли в следующий раунд. Летанг участвовал в пяти четырёх матчах серии, проводя на льду в среднем около 18 с половиной минут игрового времени, набрав по итогам серии 3 результативных балла за результативные передачи в первом, втором и заключительном шестом матчах серии.
Следующим соперником «Пингвинов» стали «Вашингтон Кэпиталз». В первых двух матчах на площадке команды из Вашингтона победителями вышли хозяева льда. В этих двух встречах защитник сумел отличиться результативной передачей во втором матче серии. После двух поражений «Пингвинам» необходимо было взять реванш перед своими болельщиками в третьей игре. Встреча проходила в упорной борьбе, и по итогам основного времени встречи победитель не был определён. Игра перешла в овертайм, в котором Летанг сумел забросить победную шайбу. Следующие две игры выиграли хоккеисты из Питтсбурга, тем самым выйдя вперёд в серии до четырёх побед (счёт в серии стал 3–2). Для выхода в следующий раунд «Пингвинам» достаточно было выиграть домашний шестой матч серии. Летанг отличился в этом матче заброшенной шайбой, однако этот гол не сумел помешать одержать победу во встрече хоккеистам из Вашингтона, сравнявшим счёт в серии. В решающей седьмой игре в Вашингтоне Летанг, как и в предыдущем матче, отличился заброшенной шайбой, которая помогла «Пингвинам» одержать победу 6:2 в матче и 4–3 в серии. По итогам этого противостояния Крис Летанг записал в свой актив 6 баллов за результативность (3 заброшенные шайбы и 3 результативные передачи) в семи матчах, в которых он проводил на льду в среднем около 21,5 минуты.
В финале конференции «Пингвины» выиграли серию до четырёх побед со счётом 4–0 у клуба «Каролина Харрикейнз» и во второй раз подряд завоевали Приз принца Уэльского. Летанг принял участие во всех четырёх матчах серии, не набрав очков за результативность и проводя на площадке в среднем немногим более 17 минут.

### Финал Кубка Стэнли 2009
В финале розыгрыша Кубка Стэнли сезона 2008/2009, как и год назад, «Пингвинам» противостояли хоккеисты «Детройт Ред Уингз». Первые два матча финала проходили в Детройте и закончились для хоккеистов из Питтсбурга двумя поражениями, как и год назад. Оба матча «Красные крылья» выиграли со счётом 3:1. Летанг в первых двух матчах набрал 1 очко, отметившись голевой передачей во втором матче финала. В третьем матче Крис отметился заброшенной шайбой и результативной передачей и помог «Пингвинз» одержать победу со счётом 4:2. Отличился результативной передачей Летанг и в следующей встрече, которая также закончилась со счётом 4:2 в пользу хоккеистов из Питтсбурга. Затем команды обменялись домашними победами в пятой (5:0, победа «Детройт Ред Уингз») и шестой играх (2:1, победа «Питтсбург Пингвинз») финала; и обладатель Кубка Стэнли должен был определиться в седьмой игре финала, которая состоялась в Детройте. Победу в заключительном матче розыгрыша Кубка Стэнли со счётом 2:1 одержали «Пингвины», взяв реванш за прошлогоднее поражение и в третий раз в истории завоевав главный трофей НХЛ. Летанг не набрал баллов за результативность в последних трёх матчах финала, и по итогам финальной серии в его активе значились 4 очка (1+3) в 7 матчах, в которых он проводил на площадке в среднем около 19 минут игрового времени.
Став обладателем Кубка Стэнли, в интервью Крис Летанг так описал свои ощущения:
Этот трофей получить сложнее остальных. Естественно, ты хочешь быть лучшим во всем, что ты делаешь в своей жизни. Это невероятно. Понадобится немного времени чтобы я до конца осознал чего мы добились. Моя мечта исполнилась.

### Регулярный чемпионат НХЛ 2009/2010
«Питтсбург Пингвинз» начали очередной сезон в статусе действующих чемпионов и перед его началом рассматривались как одни из главных фаворитов. Команда выступила достаточно успешно и уверенно вышла в розыгрыш плей-офф. По итогам сезона Пингвины заняли четвёртое место в Восточной конференции конференции, набрав 101 очко в 82 матчах.
Сам Летанг провёл в этом сезоне 73 матча, пропустив 9 игр из-за ушиба правого плеча в ноябре. По итогам регулярного чемпионата на его счету оказалось 27 очков (3+24). В среднем Крис проводил на льду 21 минуту 33 секунды за игру, в том числе 17 минут 21 секунду при игре в равных составах (самый высокий показатель в команде среди полевых игроков в этом сезоне). В статистическом плане его результативность снизилась по сравнению с прошлым сезоном, что, по его мнению, было вызвано тем, что в связи с возросшей ответственностью ему приходится противостоять более мастеровитым игрокам команды соперника:
Мне кажется, что в обороне я играю все лучше. Теперь я выхожу на лед против более сильных игроков, чем те против кого я играл три года назад. Я считаю, что прогрессирую с каждым днём.
30 марта 2010 года Летанг подписывает новый контракт с «Питтсбург Пингвинз», согласно которому он продолжит выступать за клуб ещё 4 года и получит 3,5 миллиона долларов в год. Сам Крис отмечает, что продлил контракт с клубом не только по причине возросшей зарплаты:
Если мы уберем денежный вопрос в сторону, моим намерением было остаться в команде и продолжать получать удовольствие от игры с моими партнерами. У нас молодая команда, мы растем и прогрессируем вместе, мы как семья. Несомненно, это является важным фактором принятия моего решения продлить взаимоотношения с клубом.
Генеральный менеджер Питтсбурга Рэй Шеро также не скрывал, что удовлетворен новым контрактом с одним из игроков своей команды:
Я считаю Криса одним из лучших защитников в Лиге на данный момент. Мы будем продолжать строить свою игру вокруг него, а он будет становиться все лучшим защитником. К тому же, Летанг начал проявлять свои лидерские качества как на льду, так и за его пределами.

### Плей-офф Кубка Стэнли 2009/2010
В первом раунде плей-офф 2010 «Пингвинз» встретились с «Оттавой Сенаторз». Ввиду более высокого посева «Питтсбург» имел преимущество своей площадки, однако потерял его, проиграв в первом матче серии со счётом 4:5. Затем «Пингвинам» удалось одержать победу в трёх встречах подряд, и в случае победы в пятом матче на своей домашней арене они проходили в следующий раунд. Однако победа в пятой встрече, прошедшей в упорной борьбе и завершившейся лишь в третьем овертайме, осталась за хоккеистами из столицы Канады. Серия переехала в Оттаву и для продолжения борьбы хоккеистам «Сенаторз» было необходимо выигрывать и шестую встречу. По ходу матча «Сенаторз» вышли вперёд со счётом 3:0, но игрокам «Пингвинов» удалось сравнять счёт. Хоккеистам не удалось определить победителя за 60 минут игрового времени, и судьба матча, как и прошлой встречи, также решалась в овертайме. В этот раз победу праздновали хоккеисты Питтсбурга, решающую шайбу забросил Паскаль Дюпюи. Летанг принял участие во всех 6 встречах и отметился двумя заброшенными шайбам, проводя на льду немногим более 25 минут игрового времени.
Следующим соперником команды из Питтсбурга стали игроки «Монреаль Канадиенс». Серия, как и предыдущая, проходила в упорной борьбе. Соперники поочередно обменивались победами и к решающему седьмому матчу в Питтсбурге подошли, имея по три победы и три поражения. Победа в решающая игра осталась за игроками «Канадиенс», и «Питтсбург» впервые за три сезона не смог выйти в финал Кубка Стэнли. Этот матч стал последним для «Питтсбург Пингвинз» на Меллон Арене, так как со следующего сезона команда продолжит свои выступления на новом стадионе «Консол Энерджи Центр». Летанг провёл эти встречи достаточно результативно для защитника, набрав 5 очков (3+2), проводя на льду более 21 минуты в среднем за игру.
Хоккейные аналитики отмечали, что относительно неудачное выступление команды может быть связано с усталостью, которая вызвана тем, что в прошедшие два розыгрыша плей-офф «Пингвины» добирались до финальной стадии.
Сам Летанг позитивно оценил своё выступление в этом розыгрыше плей-офф:
В плей-офф мне удалось выступить успешнее чем в регулярном сезоне. Мне бы хотелось на таком же высоком уровне провести следующий сезон.

### Регулярный чемпионат НХЛ 2010/2011
Состав «Питтсбурга» перед началом регулярного сезона в качестве свободного агента покинул ведущий защитник Сергей Гончар, и руководство команды возложило на Летанга большую ответственность, рассматривая его как лидера обороны и замену Гончара при розыгрыше численного преимущества. Несмотря на потерю ведущего игрока обороны перед началом сезона «Пингвины» по-прежнему рассматривались одними из фаворитов. Летанг ответственно отнесся к своей новой роли в команде. В ходе предсезонной подготовки Крис отмечал, что работает над улучшением точности и силы броска, а также своей игры в целом, и даже последовал примеру своего партнера Сидни Кросби и стал использовать клюшку, которая полностью состоит из композитных материалов и имеет более глубокий загиб крюка. Вторил своему подопечному и главный тренер команды Дэн Байлсма:
Крис усердно работает над своим броском. Он уверен в своих силах, прекрасно катается, играет жестко в углах площадки а также на пятаке перед воротами. Также он отличается уверенной игрой в большинстве и создает моменты для партнеров по команде. Я рассчитываю, что Летанг продолжит играть в том же духе и по ходу сезона.
Однако по ходу сезона получили травмы ведущие игроки Питтсбурга Сидни Кросби и Евгений Малкин, которые провели лишь 41 и 43 встречи из 82 соответственно. Потеря лидеров не могла не сказаться на итоговом результате, хотя чемпионат «Питтсбург» завершил достойно, имея в своем активе 106 очков, что позволило занять четвёртое место в Восточной Конференции НХЛ и в очередной раз пробиться в розыгрыш плей-офф. Сам Летанг провел сезон на высоком уровне, принял участие во всех 82 встречах регулярного сезона и набрал 50 очков за результативность.
Успешная игра Криса не осталась незамеченной среди любителей хоккея. При определении состава на Матч всех звёзд НХЛ решила провести голосование среди болельщиков, представив 100 игроков, за которых можно было проголосовать (минимум два представителя от команды). Также болельщикам предоставлялось право голосовать и за хоккеистов не из предложенного списка. Любители хоккея могли голосовать через интернет или отправляя мобильные сообщения. 3 нападающих, 2 защитника и вратарь которые набирали больше всех голосов автоматически попадали на Матч всех звёзд. Летанг не был представлен в списке, предложенном НХЛ, но это не помешало ему собрать 477 960 голосов (второй результат) и представлять свою команду на Звёздном уик-энде. Так же в числе 6 игроков, выбранных на Матч всех звезд посредством голосования, оказались 3 партнера криса по команде: Сидни Кросби, Евгений Малкин и Марк-Андре Флёри.
Оценивая прошедший чемпионат, Летанг сказал следующее:
По моему мнению, я серьезно улучшил свою игру как в обороне, так и в нападении. В прошедшем сезоне моим партнером по обороне зачастую был Брукси. Нам удалось наладить отличное взаимопонимание и это придало мне дополнительную уверенность. Но несмотря на то, что я стал опытнее, мне еще предстоит многому научиться.

### Плей-офф Кубка Стэнли 2010/2011
Заняв четвёртое место в Восточной конференции, в первом раунде розыгрыша плей-офф 2011 «Пингвины» встретились с клубом «Тампа-Бэй Лайтнинг». Лидеры «Питтсбурга» Сидни Кросби и Евгений Малкин не успели восстановиться от травм до начала розыгрыша, и преимущество перед серией специалисты отдавали команде из Флориды. И хотя команде из Питтсбурга удалось вырваться вперед со счетом 3–1 в серии, довести серию до победы они так и не сумели, сначала позволив «Молниям» сравнять счет, а затем и уступив в решающей игре на своей площадке со счетом 0:1. Летанг провел все 7 встреч, отметившись 4 результативными передачами, проводя на льду около 26 с половиной минут в среднем за матч.

### Сезоны 2011/12 — 2014/15
В сезоне 2011/12 Летанг провел лишь 51 игру, пропустив 2 матча из-за дисквалификации после толчка на борт Александра Бурмистрова, а остальные – из-за сотрясений мозга, полученных после силовых приёмов Макса Пачиоретти и Эрика Найстрёма. Также принял участие в Звёздном уик-энде, заменив получившего травму Дастина Бафлина. По итогам сезона набрал 42 очка, а «Питтсбург» занял второе место в Восточной конференции. В плей-офф «Пингвины» проиграли в первом раунде 2–4 в безумной серии против «Филадельфии», в которой команды на двоих забросили 56 шайб., а один из матчей «Питтсбург» выиграл со счётом 10:3.
Начало сезона 2012/13 было отсрочено из-за локаута. 4 января 2013 года Крис подписал контракт с петербургским СКА, но локаут закончился, и защитник не успел сыграть в КХЛ. В укороченном сезоне набрал 38 очков, разделив первое место среди защитников-бомбардиров с Пи-Кей Суббаном, сыгравшим на 7 матчей больше. Так же Летанг по итогам регулярного чемпионата был номинирован на «Норрис Трофи», но в голосовании уступил Суббану. В плей-офф «Питтсбург» добрался до финала конференции, в котором всухую уступил в серии против «Бостон Брюинз». Летанг набрал 16 очков и установил личный рекорд результативности в плей-офф, но в серии против «Бостона» не сумел набрать ни одного очка. Несмотря на это 30 июня заключил 8-летний контракт с «Питтсбургом» на $ 58 млн.
Сезон 2013/14 получился скомканным для защитника из-за многочисленных травм, в том числе Летанг перенёс инсульт. Крис провёл всего 37 матчей и вернулся в строй только к плей-офф. В матчах на вылет «Питтсбург» вылетел во 2 раунде, проиграв в 7 матчах серию «Рейнджерс», а Летанг доигрывал серию со сломанной рукой и ногой.
Перед началом сезона 2014/15 Летанг заявил, что надеется "доказать, что все проблемы остались в прошлом и нужно смотреть вперёд, а не назад". По ходу сезона получил травму после толчка на борт от Зака Риналдо, получившего за это 8 матчей дисквалификации, и сотрясение мозга после силового приёма Шейна Доана, из-за чего пропустил конец сезона и плей-офф. Был номинирован на «Билл Мастертон Трофи», но в голосовании уступил Девану Дубнику.

### Второй Кубок Стэнли
В сезоне 2015/16, восстановившись после сотрясений, установил личные рекорды, набрав 67 очков и забросив 16 шайб. Также вновь попал на Матч всех звёзд, прошедший в Нэшвилле, и стал третьей звездой января, набрав 14 очков в 10 матчах. 12 марта забросил свою 79 шайбу и стал вторым снайпером-защитником в истории «Питтсбурга», обойдя Лэрри Мёрфи (первый Пол Коффи со 108 шайбами). По итогам регулярного сезона «Пингвины» стали 2-ми на Востоке, набрав 104 очка и уступив лишь «Вашингтону», взявшему Президентский кубок.
В плей-офф «Питтсбург» в первом раунде встретился с «Нью-Йорк Рейнджерс» и уверенно победил 4–1 в серии. Летанг набрал 5 очков (1+4) в 5 встречах и проводил на льду в среднем более 27 минут за матч, что на 4,5 минуты больше, чем у второго по игровому времени Тревора Дэйли. Уже во втором раунде «Пингвинам» пришлось встретиться с «Кэпиталз». В очень упорной серии, 3 матча в которой заканчивались овертаймами, верх взяли хоккеисты «Питтсбурга» со счётом 4–2. Крис провёл 5 встреч (на четвёртую игру был дисквалифицирован за неправильный силовой приём против Маркуса Юханссона) и отдал 3 результативные передачи, а его игровое время превысило 30 минут в среднем за матч. В финале Восточной конференции «Питтсбург» встретился с «Тампой» и победил в семиматчевой серии. Летанг сыграл все 7 матчей, набрал 2 очка (1+1), забросив шайбу в 6-м матче, а его среднее игровое время составило 27 минут 50 секунд.
В финале Кубка Стэнли 2016 «Питтсбург Пингвинз» встретился с «Сан-Хосе Шаркс». В первом матче в Питтсбурге домашняя команда победила со счётом 3:2, а Летанг отметился результативной передачей Нику Бонино, забившему за 2,5 минуты до конца победный гол. Вторая встреча закончилась победой «Пингвинов» со счётом 2:1 в овертайме, в котором Летанг вновь поучаствовал в победном голе, ассистировав Конору Шири. В третьей встрече игра вновь перешла в овертайм, но на этот раз сильнее оказались «Акулы»; Летанг провёл на льду почти 32 минуты. Четвёртая встреча в Сан-Хосе закончилась победой «Питтсбурга» 3:1, а Крис отдал голевую передачу в большинстве Евгению Малкину, сделавшему счет 2:0 и забившему, как оказалось, победный гол. В пятой встрече хоккеисты «Пингвинз» рассчитывали завоевать дома Кубок, но «Сан-Хосе» победил 4:2, а на счету защитника вновь оказалась результативная передача в большинстве на Малкина. В шестой встрече в Калифорнии «Питтсбург Пингвинз» одержал победу со счётом 3:1 и завоевал Кубок Стэнли, а Летанг, сделавший счёт 2:1, забросил победную шайбу. Таким образом, Летанг поучаствовал во всех 4 победных голах финальной серии, забросив при этом чемпионскую шайбу. Многие журналисты предполагали, что защитник заслужил «Конн Смайт Трофи» как лучший игрок плей-офф, но приз достался Сидни Кросби.
Всего Летанг набрал 15 очков в плей-офф, а его среднее игровое время составило 28:53 (почти на 7 минут больше, чем у Тревора Дэйли с 22:08).

### Третий Кубок Стэнли
После чемпионского сезона состав команды остался почти неизменным, поэтому в сезоне 2016/17 игроки рассчитывали повторить успех. 19 ноября забил 4-й гол в овертаймах и стал рекордсменом «Питтсбурга» по этому показателю. Сыграв ровно половину матчей, пропустил остаток сезона и победный плей-офф из-за операции по удалению грыжи на шее. Так как провёл половину матчей, его имя в третий раз было выгравировано на Кубке Стэнли.

### Международная карьера
В 2005 году Летанг представлял сборную Канады на юниорском чемпионате мира по хоккею, который проходил в чешских городах Пльзень и Ческе-Будеёвице. На этих соревнованиях сборная Канады завоевала серебряные медали, уступив в матче за золото сборной команде США со счётом 1:5. Летанг на этих соревнованиях провёл 6 матчей, в которых набрал 4 балла за результативность (2 заброшенные шайбы и 2 результативные передачи).
В 2006 году Летанг участвовал в составе сборной Канады в молодёжном чемпионате мира по хоккею, который проходил в трёх канадских городах — Ванкувере, Келовне и Камлумпсе. На этом чемпионате канадцы завоевали золото, обыграв в финальном матче сборную команду России со счётом 5:0. На этом турнире Крис Летанг принял участие во всех шести матчах своей сборной, по итогам которых набрал 3 очка (1+2).
В 2007 году на молодёжном чемпионате мира по хоккею, который проходил в шведских городах Мура и Лександ, Летанг выступал в качестве капитана сборной Канады. На этих соревнованиях канадцы сумели повторить своё прошлогоднее достижение, обыграв в финальном матче сборную команду России и завоевав золотые медали. Летанг по итогам чемпионата набрал 6 очков в 6 матчах (0+6), был выбран в символическую сборную лучших игроков чемпионата.
Несмотря на многолетнюю успешную карьеру в НХЛ Летанг не сыграл ни одного матча за взрослую сборную Канады.

## Награды и достижения
- Чемпион мира среди молодёжных команд: 2006, 2007
- Обладатель Эмиль Бушар Трофи: 2007
- Обладатель Кевин Лоу Трофи: 2007
- Обладатель Поль Дюмон Трофи: 2007
- Участник Матча молодых звёзд НХЛ: 2008, 2009
- Обладатель Кубка Стэнли: 2009, 2016, 2017
- Участник Матча всех звёзд НХЛ: 2011, 2012, 2016, 2018, 2019, 2020
- Обладатель Билл Мастертон Трофи: 2023

## Статистика
| Легенда | Легенда                    | Легенда | Легенда                   | Легенда | Легенда    |
| ------- | -------------------------- | ------- | ------------------------- | ------- | ---------- |
| И       | Количество проведённых игр | Штр     | Штрафное время            | +/−     | Плюс-минус |
| Г       | Голы                       | П       | Голевые передачи          | О       | Очки       |
| -       | Статистика неизвестна      | —       | Статистика не учитывалась |         |            |